# Список первых посадок на небесные тела
Ниже приведён список первых непосредственных контактов космических аппаратов с различными внеземными телами. В случаях, когда первый контакт являлся жёсткой посадкой или преднамеренным столкновением, указана также информация о первой мягкой посадке на то же тело, если таковая была. Все первенства в этой области в середине XX века принадлежали СССР, а в конце XX и начале XXI вв. — США, ЕС и Японии.
Легенда:
- — жёсткая посадка или отсутствие связи после посадки.
- — мягкая посадка, успешная передача данных после посадки

| Дата посадки     | Небесное тело              | Тип                   | Аппарат        | Изображение                                 | Комментарии |
| ---------------- | -------------------------- | --------------------- | -------------- | ------------------------------------------- | --- |
| 14 сентября 1959 | Луна                       | спутник               | «Луна-2»       | "Луна-1: АМС из той же серии, что и Луна-2" | Жёсткая посадка (по плану). Первый в истории контакт земного аппарата с небесным телом вне Земли. |
| 3 февраля 1966   | Луна                       | спутник               | «Луна-9»       |                                             | Впервые совершила мягкую посадку на поверхность Луны и передала на Землю панорамные изображения поверхности. |
| 1 марта 1966     | Венера                     | планета земной группы | «Венера-3»     |                                             | Жёсткая посадка вследствие выхода станции из строя (планировалась мягкая посадка). Первый контакт земного аппарата с другой планетой.                                                                           |
| 15 декабря 1970  | Венера                     | планета земной группы | «Венера-7»     |                                             | Первый аппарат, осуществивший передачу данных после мягкой посадки на поверхность Венеры. Давление в месте посадки составило 90 ± 15 атмосфер, температура — 475 ± 20 °C.                                       |
| 27 ноября 1971   | Марс                       | планета земной группы | «Марс-2»       |                                             | Жёсткая посадка вследствие ошибки (планировалась мягкая посадка). |
| 2 декабря 1971   | Марс                       | планета земной группы | «Марс-3»       |                                             | Первая мягкая посадка на Марс. Передача данных прервалась через 15 с.; возможно, из-за бушевавшей тогда глобальной марсианской пылевой бури.                                                                    |
| 7 декабря 1995   | Юпитер                     | газовый гигант        | «Галилео»      |                                             | Вход и погружение зонда в атмосферу Юпитера; передача данных примерно в течение часа, до глубины 132 км (относительно границы видимых облаков, или уровня в 1 бар), на которой давление составило 23 атмосферы. |
| 14 февраля 2001  | (433) Эрос                 | околоземный астероид  | NEAR Shoemaker |                                             | Мягкая посадка. Первый контакт земного аппарата с астероидом. |
| 14 января 2005   | Титан                      | спутник               | «Гюйгенс»      |                                             | Первая мягкая посадка во внешней Солнечной системе. |
| 4 июня 2005      | 9P/Темпеля                 | комета                | «Дип Импакт»   |                                             | Намеренное жёсткое соударение. Первый контакт земного аппарата с кометой. |
| 20 ноября 2005   | (25143) Итокава            | околоземный астероид  | «Хаябуса»      |                                             | Первая доставка образцов грунта с астероида. |
| 12 ноября 2014   | 67P/Чурюмова — Герасименко | комета                | «Филы»         |                                             | Первая мягкая посадка на ядро кометы. |
| 30 апреля 2015   | Меркурий                   | планета земной группы | «Мессенджер»   |                                             | Жёсткая посадка (крушение) вследствие исчерпания запасов топлива для коррекции орбиты. |
| 15 сентября 2017 | Сатурн                     | газовый гигант        | «Кассини»      |                                             | Космический аппарат затоплен в атмосфере Сатурна для избежания возможного микробиологического загрязнения его потенциально обитаемых спутников.                                                                 |
| 21 сентября 2018 | (162173) Рюгу              | околоземный астероид  | «Хаябуса-2»    |                                             | Первая мягкая посадка на астероид подпрыгивающих модулей. Забор и доставка 5,4 г образцов на Землю. |
| 20 октября 2020  | (101955) Бенну             | околоземный астероид  | «OSIRIS-REx»   |                                             | Забор и доставка на Землю 400 г грунта с астероида. |
| 27 сентября 2022 | Диморф                     | спутник астероида     | DART           |                                             | Жёсткое соударение для отработки методов борьбы с астероидной угрозой. Первое ощутимое изменение траектории небесного тела.                                                                                     |

Первая пилотируемая посадка на внеземное тело (Луна) была совершена 20 июля 1969 года американским кораблём «Аполлон-11», на борту которого были командир экипажа Нил Армстронг, пилот лунного модуля Базз Олдрин и пилот командного модуля Майкл Коллинз.

## Некоторые планируемые посадки
Даты планируемых посадок для миссий, запуск которых ещё не произошёл, могут сдвигаться — как правило, на более поздние сроки. Изображения ещё не стартовавших миссий — макеты, которые могут отличаться от будущих оригиналов.
| Планируемая дата посадки | Небесное тело      | Тип                | Аппарат                  | В полёте? | Иллюстрации | Комментарии                                                                    |
| ------------------------ | ------------------ | ------------------ | ------------------------ | --------- | ----------- | ------------------------------------------------------------------------------ |
| 2027                     | (469219) Камоалева | астероид           | Тяньвэнь-2               | Да        |             | Планируется доставка образцов грунта на Землю.                                 |
| 2029                     | Фобос              | спутник            | MMX                      | Нет       |             | Планируется доставка образцов грунта на Землю.                                 |
| до 2030                  | Церера             | карликовая планета | / GAUSS                  | Нет       |             | Планируется доставка образцов грунта на Землю.                                 |
| не ранее 2035            | Каллисто           | спутник            | Тяньвэнь-4               | Нет       |             | Посадочный аппарат должен стать частью миссии по исследованию системы Юпитера. |
| не ранее 2044            | Уран               | газовый гигант     | Uranus orbiter and probe | Нет       |             | Планируется спуск атмосферного зонда.                                          |
| 2049                     | Нептун             | газовый гигант     | Neptune Odyssey          | Нет       |             | Планируется спуск атмосферного зонда.                                          |

Первая пилотируемая посадка на другую планету (Марс) планируется различными странами и организациями на 2030-е годы или позже.